# هاري بيج وودورد
هاري بيج وودورد (بالإنجليزية: Henry Page Woodward)‏ هو موظف مدني وجيولوجي ومهندس أسترالي، ولد في 16 مايو 1858، وتوفي في 8 فبراير 1917.